# Confine tra Birmania e India
Il confine tra la Birmania e l'India è la linea di demarcazione che separa i due paesi e parte da nord dal triplice confine cinese e termina a sud al triplice confine con il Bangladesh. Una parte del suo tracciato è percorsa dal fiume Kaladan e un'altra dalla catena montuosa Arakan (Patkai e Chin Hills).

## La barriera indo-birmana
Lunga e accidentata, la frontiera è anche molto porosa. L'Ufficio delle Nazioni Unite per il controllo della droga e la prevenzione del crimine (UNODC) e l'Organo internazionale per il controllo degli stupefacenti (INCB) hanno avvertito che le cattive condizioni delle strutture doganali potrebbero renderle un importante punto di passaggio per il traffico di droga e dei narcotici. Negli anni 2001-2003, le forze di sicurezza indiane hanno anche messo in dubbio la porosità del confine per 200 morti legati alle insurrezioni locali.
I due governi hanno condotto sei mesi di studi congiunti prima della costruzione di una recinzione di confine. La costruzione della barriera è stata avviata nel marzo del 2003.

### Proteste

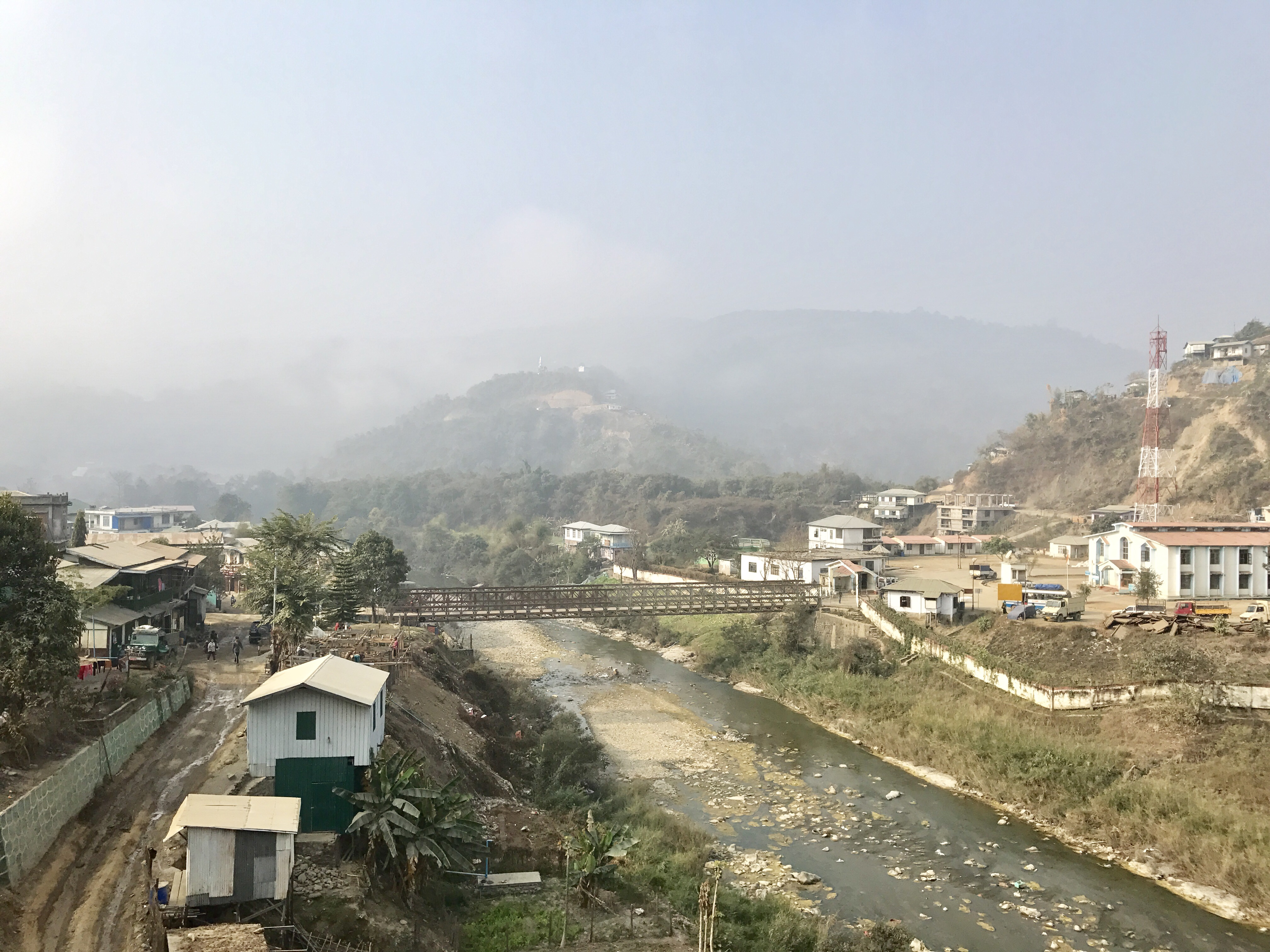
Il confine tra all'altezza di Rickhawdar (a destra, Bangladesh) e Zokhawthar (a sinistra, India)

Nel 2004, la costruzione è stata interrotta a Manipur, a causa delle manifestazioni organizzate dalle comunità Tangkhul, Kuki e Naga. Secondo tali comunità la striscia di terra diventerebbe birmana. Le manifestazioni degli abitanti delle regioni di Moreh, Chorokhunou e Molchan hanno costretto il governo del Manipur a occuparsi della questione. La barriera dividerà diversi gruppi etnici, come i Lushei, i Nagas, i Chins e i Kukis, le cui terre si estendono su entrambi i lati del confine.
Nel 2006, a Manipur è stata anche segnalata una contestazione del tracciato in riferimento a nove cippi di confine.

## Luoghi di passaggio
- Tamu